# Arielulus societatis
Arielulus societatis — вид ссавців родини лиликових. 

## Проживання, поведінка
Цей вид відомий із західної півострівної Малайзії. За наявною інформацією, це низовинний вид. Він був знайдений у типовій місцевості в первинному і вторинному лісі біля струмка на 266 м над рівнем моря. 

## Характеристики
Хутро чорного кольору з червонувато-оранжевими кінчиками по спині й золотисто-жовтими кінчиками з низу і на голові.